# Karen Briggs (violist)
Karen Briggs (1963) is een Amerikaanse violiste. Ze werd geboren in New York en groeide op in Portsmouth (Virginia). Ze kreeg vioolles vanaf jonge leeftijd. Na afgestudeerd te zijn aan de Woodrow Wilson High School in 1981 volgde ze college aan de Norfolk State University. Daar studeerde ze af op muziekonderwijs en massamedia. In 1983 speelde ze met het Virginia Symphony Orchestra waar ze vier jaar lang bleef. In 1987 keerde ze terug naar New York, waar ze vier keer het amateurtoernooi won in het beroemde Apollo Theater. Na getrouwd te zijn in 1988 en daarna naar Los Angeles te zijn verhuisd, begon ze met haar eerste professionele toer met Soul II Soul en toerde door heel de Verenigde Staten en Japan.
In 1991 deed ze auditie voor Yanni. In de daarop volgende dertien jaar toerde ze met hem en nam ze met hem muziek op, en was ze te zien op de live muziekvideo's van Yanni Live at the Acropolis, Yanni Live at Royal Albert Hall en met Tribute speelde ze zowel bij de Taj Mahal in India als de Verboden Stad in China. Sinds haar verschijning op de video's van Yanni heeft ze de bijnaam "The Lady in Red", de dame in het rood. De Ethnicity-toer in 2004 markeerde haar laatste optreden met Yanni.
Briggs maakte haar Carnegie Hall-debuut in 1994 in een uitvoering samen met pianist Dave Grusin. Ze trad ook op met verscheidene andere artiesten door de jaren heen, waaronder Stanley Clarke, de Wu-Tang Clan, En Vogue en Chaka Khan, Wynton Marsalis, Benise, André Manga, Marla Gibbs, Kenny Loggins, Ashley Maher, Taliesin Orchestra, Patrice Rushen en Diana Ross. Haar carrière omvat optredens in vele tv- en film-soundtracks, evenals verschillende andere concerten (variërend van Carnegie Hall tot aan het Kennedy Center) en tv-shows. Ze had ook een cameoverschijning in de film Music of the Heart uit 1999.
Briggs heeft een natuurlijk vermogen om te improviseren in verschillende stijlen van muziek, zoals symfonieorkest, Latin Orquesta, R & B, gospel, jazz-ensemble en zelfs rap. Aanvullende blootstelling aan genres van Caribisch, Afro Latin, Pop en het muzikale idioom uit het Midden-Oosten stelt haar in staat haar eigen kenmerkende stijl te ontwikkelen.
Briggs nam deel aan een documentaire getiteld "Live Music, Community & Social Conscience" (Live Music, Community & sociaal geweten), deel uitmakend van Geri Allens ensemble op het Frog Island Music Festival. Ze was ook te zien in "The History Makers".
In 2002 nam Briggs muziek op voor het Hidden Beach Recordings label op een cd getiteld Unwrapped Vol. 2, inclusief haar vertolking van een populaire rapnummer van de artiest Coolio, "Gangsta's Paradise", samen met andere nummers die Briggs bijdroeg aan dit project.
Sinds die tijd heeft Briggs een derde project onafhankelijk uitgebracht getiteld "Soulchestral Groove" (2009).

## Discografie
- Soulchestral Groove (2009)
- Karen (1992)
- Amazing Grace (1996)